# Psychrogeton capusi
Psychrogeton capusi là một loài thực vật có hoa trong họ Cúc. Loài này được Novopokr. ex Krasch. miêu tả khoa học đầu tiên.